# Bolbitis angustipinna
Bolbitis angustipinna là một loài thực vật có mạch trong họ Lomariopsidaceae. Loài này được (Hayata) H. Itô mô tả khoa học đầu tiên năm 1938.